# FC Haka
FC Haka é um clube de futebol da Finlândia da cidade de Valkeakoski. O clube foi fundado em 1934.

## Títulos
- Veikkausliiga: 1960, 1962, 1965, 1977, 1995, 1998, 1999, 2000 e 2004
- Suomen Cup: 1955, 1959, 1960, 1963, 1969, 1977, 1982, 1985, 1988, 1997, 2002 e 2005
- Liigacup: 1995

## Elenco atual
Atualizado até 28 de março de 2021.
Legenda
- : Capitão
- : Jogador suspenso
- : Jogador lesionado

## Treinadores
- Jukka Vakkila (1982–84, 1986–87, 1993–96)
- Keith Armstrong (Jan 1998–Dez 01)
- Olli Huttunen (Jan 2002–Set 09)
- Sami Ristilä (Set 2009–Ago 12)
- Asko Jussila (Ago 2012–Set 12)
- Harri Kampman (Nov 2012–Jun 13)
- Asko Jussila (Jun 2013–Jul 13)
- Juho Rantala (Jul 2013–Dec 14)
- Teemu Tainio (2018- )

## Site oficial
- Site oficial (em finlandês)